# 朝鮮燕行使
朝鮮燕行使（ちょうせんえんこうし）は、明および清の冊封体制下に置かれた李氏朝鮮が、燕京（北京）に派遣した朝貢使節。狭義に、清に対する使節のみを指す場合もある。

## 概要
朝鮮燕行使だった趙憲は、時の明の皇帝万暦帝より謁見を賜る栄誉を受け、大明帝国の一員（属国）として世界秩序に参画していることに感激し、三跪九叩頭しながら喜びの涙を流すまでになった。
19世紀半ばのウエスタンインパクト以前の朝鮮にとって圧倒的に重要なのは中国である。それは、中国への外交使節の派遣回数を見れば歴然であり、燕京に派遣された朝鮮燕行使は、冊封関係が終了するまで実に約500回に及び、それがウエスタンインパクト以後も派遣されている。朝鮮は中国を中心軸に置く歴史があまりに長く密度が濃いことから、ウエスタンインパクト以後、国際秩序の中心が欧米となり、中国が周辺に追いやられ、その対応に苦慮することになる。

## 名称
「朝鮮燕行使」という表現は、李氏朝鮮王朝時代当時「燕行録」（「朝天録」とも）と総称された朝貢使節の記録の名から、日本の研究者によって当該使節の総称として新たに造作された学術用語であって、史料上に現れる言葉ではない。当時「燕行」という言葉は存在し史料に現れるが、「朝鮮燕行使」・「燕行使」という表現は使われていない。当時は使節の個別の目的に応じて歳幣使・謝恩使・進賀使等と称し、また総称として事大使、赴京使と呼んでいた。また、高麗・北朝鮮の北京への使節も燕行使と呼ばれる場合があるが、これも学術用語であり、実際に高麗時代にそのように称していたということではなく、北朝鮮の使節については比喩的表現である。

## 明・清への朝鮮燕行使
朝鮮から明に送った使節は1年3使の定期使行と非定期使行があり、李氏朝鮮の建国（1392年）から明滅亡（1644年）までの252年間の使節団の数は定期使節だけで約700回以上を派遣した。朝鮮燕行使は、丙子の乱で李氏朝鮮が清に降伏した1637年から、日清戦争により冊封体制から解放される1895年まで約250年続き、その回数は500回以上或いは清の入関（1645年）から甲午改革の1894年までの250年間の数は約600回（当初は毎年4回、1644年以降は年1回）。これは、当時の清の冊封を受けていた琉球（2年に1回）、タイ（3年に1回）、ベトナム（4年に1回）などの朝貢使節と比べても、李氏朝鮮から日本への朝鮮通信使（不定期、約20年に1回）と比べても、突出して多いものであった。一般的に、1回の使節団の規模が約300人で、明・清への派遣人数はそれぞれ延べ約20万人である。明・清で交易・情報交換・文化交流・書籍の購入などさまざまな交流を行い、その知識を朝鮮へ持ち帰った。世界の政治・経済・文化の中心の明・清へ派遣された使節団の文化的・政治的・社会的影響は膨大であった。しかし、韓国では戦後日韓友好論による朝鮮通信使研究が圧倒的多数を占めており、朝鮮燕行使による研究は少数である。これは、戦後の韓国歴史学界では、中国を宗主国と崇める慕華思想に基づいている朝鮮燕行使は、それこそ事大主義を代表するものとして認識され、研究対象にならなかった。

### 定期的な使節
- 歳幣使＝年貢使
- 三節使＝冬至使、聖節使（皇帝の誕生日祝い）、正朝使（正月祝い）

### 臨時的な使節
- 謝恩使（皇帝への謝恩）
- 陳慰使（皇帝を慰み申し上げる）
- 進賀使（皇帝へのお祝い）
- 進香使（線香をあげに行く）
- 陳奏使（皇帝への上奏）
- 告訃使（朝鮮国王の訃報を伝える）
- 奏請使（皇帝に裁可を求める）
- 問安使（視察団）

## 記録の日本語訳
- 朴趾源『熱河日記　朝鮮知識人の中国紀行』今村与志雄訳注、平凡社東洋文庫（全2巻）、1978年
- 洪大容『乾浄筆譚　朝鮮燕行使の北京筆談録』夫馬進訳注、平凡社東洋文庫（全2巻）、2016-2017年